# Heuberger Tal
Das Heuberger Tal ist ein Trockental nahe Suffersheim bei Weißenburg in Bayern im mittelfränkischen Landkreis Weißenburg-Gunzenhausen. Es stellt ein Seitental des Laubentals dar.

## Geographie

### Lage
Das Tal liegt südlich des Weißenburger Stadtwaldes inmitten der Fränkischen Alb. Es befindet sich südöstlich von Weißenburg in Bayern und nordwestlich von Suffersheim und Potschmühle, zwischen Haardt im Westen und dem namensgebenden Heuberg im Osten. Nördlich oberhalb des Tals lag die Siedlung Noradenberg. Nach Süden hin öffnet es sich zum von der Schambach durchflossenen Laubental. Durch das Tal führt der Altmühl-Panoramaweg.

### Beschreibung
Das Heuberger Tal ist schmal und länglich und erstreckt sich in Nord-Süd-Richtung, etwa von Heuberg nach Suffersheim. Das Tal ist etwa 1,9 km lang und erstreckt sich von einer Höhe von ca. 450 bis ca. 500 Metern. Das Tal ist teils bewaldet, teils liegt es im Offenland.

### Naturschutz
Das Heuberger Tal liegt inmitten des Naturparks Altmühltal im Landschaftsschutzgebiet Schutzzone im Naturpark Altmühltal. Teile des Tals sind als Fauna-Flora-Habitat Schambachtal mit Seitentälern geschützt.

### Naturräumliche Zuordnung
Das Heuberger Tal gehört in der naturräumlichen Haupteinheitengruppe Fränkische Alb (Nr. 08), in der Haupteinheit Südliche Frankenalb (082) und in der Untereinheit Altmühlalb (082.2) zum Naturraum Obere Altmühlalb (082.22), wobei der nördliche Teil des Tals zum Naturraum der Weißenburger Alb gehört.